# انتصار الحب
انتصار الحب (بالإسبانية Triunfo del Amor) هو مسلسل مكسيكي مدبلج من بطولة {مايتي بيروني وويليام ليفي} تم عرضه أول مرة في الوطن العربي على قناة ابوظبي الأولى في تاريخ 26 كانون الثاني وقد تم تصويره في مكسيكو سيتي. وهو من إخراج سلفادور ميخيا للقناة تيلفيزا.و قد استوحيت قصته من المسلسل الفينيزويلي كريستال

## القصة
برناردا فتاة وقعت بحب Gonzalo وحملت منه وعندما ذهبت لاخباره رأت انه خدعها وله زوجة وابن فقررت قتله وحرقه ففي الليل حرقت منزله ومات هو وعائلته
و احبها رجل اسمه Octavio الرجل الثري وقبل بها وبابنها وتزوجها واصبحت Bernarda مهوسة بالدين وكبر ابنها خوان بابلو واصبح شابا وارسلته امه إلى علم الكهنوت ووقع بحب Victoria الشابة الجميلة التي تعمل كخادمة في منزله وحملت منه واهدته صليبا هدية له.وعندما علمت Bernarda بذلك طردتها ولم تخبر ابنها بحملها منه وعندما اراد زوجها ان يقول له قتلته هو الآخر اما Victoria فعملت كخياطة وتعرفت على انطونيتا واصبحا صديقتان وعندما انجبت ابنتها اسمتها ماريا واحبتها وعندما عرفت Bernarda بانها ولدت دهست Victoria وضاعت María الصغيرة ووجدها بعض الراهبات وربوها في الميتم اما Victoria لم تمت ولكنها أصبحت حزينة بسبب فقدانها لابنتها وتزوجت من Osvaldo Santoval الرجل الغني الذي له ابن من امراة أخرى اسمها Lionela وهي على قيد الحياة وفي السجن واحبها ولكنها لم تخبره ان لها ابنة مفقودة وبعد مرور السنين أصبح لVictoria شركة لتصميم الزياء هي وانطونيتا ومصممها المشهور pipino وكبر ابن Osvaldo واسمه ماكسيمليانو وأيضا ابنتها MarÍa Desmparda وفي إحدى عروض Victoria التي دعت الميتم الذي فيه ابنتها María التقت بMaximeliano الذي احبها واحبته واصبحا عاشقان في ما بعدو كانتMaría تسكن مع ناتي و Linda ، ليندا كانت جشعة تحب النقود فاغوة Osvaldo زوج Victoria واحبها وعندما عرفت Victoria بعلاقته مع Linda التي تسكن مع María ظنت ان María ارسلتها إلى Osvaldo فتكرهها وتحاول منع ابنها من رؤيتها.Max و María يقعان في الحب لكن Victoria ترفض هذا الحب وتحاول منعه بشتى الطرق.حتى انها تلجئ لعارضة الأزياء Ximena de Albaو تخطط معها على مؤامرة معها تجعله يظن بانها حامل منت لتجبره على الزواج منها.وفي الوقت نفسة ماريا حامل بطفل من Max ولكن تبقى صامتة على حملها سرا والتضحية بسعادتها وذلك لآعتزآزهآ بنفسهآ وتلبية رغبات امه ’اما Bernarda تلجئ لي Juan Pablo فهو الآن كاهن محترم.Bernarda تمتلك المكان الذي تعيش فيه María وBernarda تعرف ان María ابنت Juan Pablo و Victoria فتكشف عن ذلك لJuan Pablo في كرسى الاعتراف ويعرف ان Victoria هي ام María ولكنة لايستطيع الكشف عن نفسة محترم لقوانين الاعتراف ولاكنه يطلب الاذن من الاسقف ويخبر María بانه ابوها وهي تحبه.و María تعرفت على المصور الفوتوغرافي Alonso الذي يساعدها ويعتني بها في فترة حملها ويقدم لها العديد من المساعدات وفي نهاية المطاف سيساعدها في العودة لتكون عارضة ازياء شهيرة ويقع في حبها في الوقت التي لا تستطيع María رد هذا الحب لانها لاتزال تحب Max. يعلم Max بان María حامل وعندما تنجب الطفل يسميانه Juan Pablo الصغير وتظهر Lionela وتخبر Max بالقصة الكاملة. ويعلم كذلك بان Juan Pablo أي الاب هو ابوها وبعد فترة Bernarda تخطف ابن Max و María وتعطبه لامراة لكي تربيه لكن Alonso يجده ويعيده لMax و María .بعد عدة أيام يكتشف Max بان Alonso مريض بفيروس لا علاج له وسيموت قريبا فيقرر التضحية بحب حياته María .يقنع María على الزواج منه لانه انقذ ابنهما من الخطف وساعدها في فترة حملها وتبدا María بجاملة وملاطغة Alonso وعندما تراها Victoria تبدا بامشاجرة معها حتى ترى الصليب الذي هبة ي في الماضي قد اعطته لJuan Pablo وتسالها من اعطاكي اياه فتكيب María بان ابوها Juan Pablo اعطاها اياه هدية من امها فتهرف ان María هي ابنتها.و عندما توشك María على الزواج منه يكتشف بانه مريض بالفيروس ولا يتزوج بMaría وفي زواج Nati و Juanjo تكتشف Victoria بان María ابنتها وبعد عدة أيام بدات عروض الأزياء بين شركة Victoria وشركة Bernarda وثبت بان شركة Victoria هي الفائزة ولكن السعادة لم تدم طويلا حيث ان María هي الخرى يبدا انفها بالنزيف وينتقل مرض Alonso لها ويضعونها في المستشفى ولا يسمحون لاحد الدخول اليها ولكن Max يرفض ويدخل اليها وفي ذلك الوقت هو الآخر يبدا انفه بالنزيف في ذلك الوقت تذهب Bernarda لخطف Juan Pabloالصغير ولكنها تفشل ويمسكونها الشرطات الفيدرالية ولكنها تهرب وتكون في حالة فرار ر تحترق سيارتها فتحاول الهرب بالطيارة ولكنها تسقط وتموت اما Lionela تعرف بوضع ابنها Max وتذهب اليه و Xmena تاتي وتهدد María و Max ولكنها تفشل وتهرب إلى منزل Golermo ر يهربان وينتحران من حافة الجبل و Golermo من حافة الجبل وتنتهي القصة بزواج Maxmliano و María Desmbarda.

## احداث قوية
- زواج Max من Xmena بسبب حملها منه ولكنها كذبة.
- علم Bernarda بان María حفيدتها وابنة Juan و Victoria.
- قتل Bernarda للام Climancia حتى لاتخبر Juan ان María ابنته.
- اكتشاف Victoria ان María ابنتها.
- Alonso يصبح لديه فيروس قاتل.
- اقناع María بالزواج من Alonso.
- زواج Victoria من DR.Hirberto.
- موت Bernarda و Xmena و Golermo.

## الاغاني
| الاغنية                                       | المغني            |
| --------------------------------------------- | ----------------- |
| ثلاث كلمات/Tres Palabras                      | لويس ميغيل        |
| اعتبارا من اليوم/A Partir De Hoy              | ماركو دي ماورو    |
| مالذي حدث لك/Que Sera De Ti                   | تاليا             |
| el cucú                                       | لا سونارو دي نيتا |
| mi dias papá                                  | بويكوينوس موسيكال |
| ثروتي هي حبك/mi reqwiza es esta a amor por ti | كروز              |
| antes de perder                               | ماركو دي ماورو    |
| VOLVERTE A BESAR                              | ماركو دي ماورو    |

## الجوائز
| الجائزة                  | الفائز                          |
| ------------------------ | ------------------------------- |
| أفضل منتج منفذ           | slvador mija alijandro          |
| أفضل ممثلة دور بطولة     | maite perroni                   |
| أفضل دور شريرة           | danila romo                     |
| أفضل دور ممثل ثانوي      | César Évora                     |
| أفضل مرشح للممثلين       | carmen salinas                  |
| أفضل ممثل طيب            | César Évora                     |
| أفضل ممثلة شابة وجميلة   | livia brito                     |
| أفضل كاتبي سيناريو وحوار | liliana abud y ricardo fiallega |
| أفضل مغنيان              | Maite Perroni y Marco Di Mauro  |

## روابط خارجية
- انتصار الحب على موقع IMDb (الإنجليزية)
- انتصار الحب على موقع فيلمافينيتي (الإسبانية)
- انتصار الحب على موقع كينوبويسك (الروسية)
- انتصار الحب على موقع قاعدة بيانات الفيلم (الإنجليزية)

## الشخصيات
| الممثل         | الدور           | صفاته                                                   |
| -------------- | --------------- | ------------------------------------------------------- |
| مايتي بيروني   | ماريا ديسمباردة | فتاة شابة جميلة وفقيرة وتحب ماكسمليانو                  |
| ويليام ليفي    | ماكسمليانو      | الشاب الوسيم والغني الذي يحب ماريا                      |
| فيكتوريا روفو  | فيكتوريا        | المراة القوية زوجة اب ماكسمليانو وام ماريا              |
| اوسفالدو ريوس  | اوسفالدو        | زوج فيكتوريا ووالد ماكسمليانو                           |
| دانيلا رومو    | بيرناندا        | المراة الشريرة التي تكره فيكتوريا وام الكاهن خوان بابلو |
| ديغو اوليفيرا  | خوان بابلو      | عشيق فيكتوريا واب ابنتها وابن بيرناندا وكاهن            |
| دومينكا باليتا | جيمينا          | العارضة التي تعمل لدى فيكتوريا وعدوة ماريا              |
| جوليرمو        | جوليرمو         | الرجل الشرير واب ابن جيمينا                             |
| اليسيا رودر    | الام كليمتينا   | رئيسة الميتم                                            |
| ايريكا بينفل   | انتونيتا        | صديقة فيكتوريا                                          |
| ميكيل بيزارو   | بيبينو          | مصمم ازياء لدى فيكتوريا                                 |
| دوريسمار       | ليندا           | عشيقة اوسفالدو                                          |

- Victoria Ruffo بدور Victoria Sandoval
- Maite Perroni بدور Maria Desamparada Iturbide Sandoval
- William Levy بدور Max Sandoval
- Osvaldo Ríos بدور Osvaldo Sandoval
- Diego Olivera بدور Juan Pablo Iturbide Montejo
- César Évora بدور Dr. Heriberto Rios Bernal
- Guillermo García Cantú بدور Guillermo Quintana
- Erika Buenfil بدور Antonieta Orozco
- Dominika Paleta بدور Ximena de Alba Sandoval
- Pablo Montero بدور Cruz Martinez Robles
- Eduardo Santamarina بدور Octavio Iturbide
- Mark Tacher بدور Alonso del Angel
- Mónica Ayos بدور Leonela Montenegro
- Alicia Rodriguez بدور Sor Clementina
- Daniela Romo بدور Bernarda
- Manuel Flaco Ibanez بدور Napoleon Bravo "Don Napo
- Salvador Pineda بدور Rodolfo Padilla
- Pilar Pellicer بدور Eva Gez
- Maricruz Najera بدور Tomasa Hernandez
- Marco Méndez بدور Fabian Duarte
- Susana Diazayas بدور Natalie "Nati" Duval
- Sergio Acosta بدور El Alacran "The Scorpion
- Dorismar بدور Linda Sortini
- Gaby Mellado بدور Gaby
- Livia Brito بدور Fernanda "Fer" Sandoval
- Mauricio Garcia Muela بدور Federico Padilla
- Ricardo Kleinbaum بدور Oscar
- Miguel Pizarro بدور Pipino Pichoni
- Andrea García بدورOfelia Garcia
- Juan Carlos Franzoni بدور Fausto Candela
- Vilmatraca بدور Doña Trinyy
- Julio Vega بدور Don Joel de Cervantes
- Vicente Fernández Jr. بدور Primo Chente
- Gustavo Rojo بدور Padre Jerónimo
- Úrsula Prats بدور Roxana de Alba
- Cuauhtemoc Blanco بدور Juan José Martínez Robles "Juanjo
- Carmen Salinas بدور Doña Milagros Robles de Martinez
- Luis Manuel Ávila بدور Lucciano Ferreti

مايتي بيروني ويليام ليفي (ممثل)